# Кацаєв Адлан Зелімханович
Адлан Зелімханович Кацаєв (рос. Адлан Зелимханович Кацаев; нар. 20 лютого 1988, Ачхой-Мартан, Чечено-Інгушська АРСР, РРФСР) — російський футболіст, атакувальний півзахисник НІЙСО з села Алхан-Юрт (Чеченська республіка).

## Життєпис
Вихованець футбольного клубу «Терек», в якому й розпочав професіональну кар'єру 2005 року. Дебютував у Прем'єр-лізі 19 листопада 2005 року, вийшов на заміну на 64-й хвилині у матчі 30-го туру в роєдинку проти «Томі» (0:2). Окрім цього, провів у тому сезоні 28 матчів за дублюючий склад клубу, в яких відзначився 2-ма голами. Оскільки «Терек» вилетів із Прем'єр-ліги, наступні 2 сезони провів із командою у Першому дивізіоні. У 2007 році став разом із командою срібним призером першості. Другу половину сезону 2007 року разом з Різваном Уциєвим провів в оренді у клубі зони «Південь» Другого дивізіону «Кавказтрансгаз-2005». 23 липня 2013 року відправився в оренду до клубу «Промінь-Енергія». У липні 2014 року орендований футбольним клубом «Лехія» із Гданська, проте виступав лише за дубль польської команди. У 2016 році грав за «СКА-Хабаровськ». На початку 2017 році перейшов в оренду до махачкалинського «Анжи», а в червні 2017 року оренду продовжили ще на один сезон. 17 січня 2018 року оренду достроково розірвали й Адлан повернувся в «Терек», але вже в липні 2018 року підписав повноцінний контракт із «Анжи».

## Статистика виступів

### Клубна
Станом на 13 травня 2018
| Клуб                            | Сезон              | Ліга               | Ліга  | Ліга | Кубок | Кубок | Континентальні | Континентальні | Загалом | Загалом |
| Клуб                            | Сезон              | Дивізіон           | Матчі | Голи | Матчі | Голи  | Матчі          | Голи           | Матчі   | Голи    |
| ------------------------------- | ------------------ | ------------------ | ----- | ---- | ----- | ----- | -------------- | -------------- | ------- | ------- |
| «Терек» (Грозний)               | 2005               | Прем'єр-ліга Росії | 1     | 0    | 0     | 0     | –              | –              | 1       | 0       |
| «Терек» (Грозний)               | 2006               | ФНЛ                | 12    | 0    | 1     | 0     | –              | –              | 13      | 0       |
| «Терек» (Грозний)               | 2007               | ФНЛ                | 2     | 1    | 0     | 0     | –              | –              | 2       | 1       |
| «Кавказтрансгаз-2005»           | 2007               | ПФЛ                | 12    | 1    | –     | –     | –              | –              | 12      | 1       |
| «Терек» (Грозний)               | 2008               | Прем'єр-ліга Росії | 0     | 0    | 0     | 0     | –              | –              | 0       | 0       |
| «Терек» (Грозний)               | 2009               | Прем'єр-ліга Росії | 11    | 0    | 0     | 0     | –              | –              | 11      | 0       |
| «Терек» (Грозний)               | 2010               | Прем'єр-ліга Росії | 18    | 0    | 0     | 0     | –              | –              | 18      | 0       |
| «Терек» (Грозний)               | 2011–12            | Прем'єр-ліга Росії | 26    | 0    | 2     | 1     | –              | –              | 28      | 1       |
| «Терек» (Грозний)               | 2012–13            | Прем'єр-ліга Росії | 2     | 0    | 0     | 0     | –              | –              | 2       | 0       |
| «Промінь-Енергія» (Владивосток) | 2013–14            | ФНЛ                | 28    | 1    | 5     | 1     | –              | –              | 33      | 2       |
| «Лехія II» (Гданськ)            | 2014–15            | III ліга           | 4     | 0    | –     | –     | –              | –              | 4       | 0       |
| «Терек» (Грозний)               | 2014–15            | Прем'єр-ліга Росії | 0     | 0    | 0     | 0     | –              | –              | 0       | 0       |
| «Терек» (Грозний)               | 2015–16            | Прем'єр-ліга Росії | 0     | 0    | 0     | 0     | –              | –              | 0       | 0       |
| «Терек-2» (Грозний)             | 2015–16            | ПФЛ                | 14    | 7    | –     | –     | –              | –              | 14      | 7       |
| «СКА-Хабаровськ»                | 2015–16            | ФНЛ                | 13    | 3    | –     | –     | –              | –              | 13      | 3       |
| «СКА-Хабаровськ»                | 2016–17            | ФНЛ                | 21    | 4    | 2     | 0     | –              | –              | 23      | 4       |
| «СКА-Хабаровськ»                | Загалом            | Загалом            | 44    | 7    | 2     | 0     | 0              | 0              | 46      | 7       |
| «Анжи» (Махачкала)              | 2016–17            | Прем'єр-ліга Росії | 10    | 0    | 1     | 0     | –              | –              | 11      | 0       |
| «Анжи» (Махачкала)              | 2017–18            | Прем'єр-ліга Росії | 13    | 2    | 0     | 0     | –              | –              | 13      | 2       |
| «Анжи» (Махачкала)              | Загалом            | Загалом            | 23    | 2    | 1     | 0     | 0              | 0              | 24      | 2       |
| «Ахмат» (Грозний)               | 2017–18            | Прем'єр-ліга Росії | 0     | 0    | –     | –     | –              | –              | 0       | 0       |
| «Ахмат» (Грозний)               | Заалом (4 періоди) | Заалом (4 періоди) | 72    | 1    | 3     | 1     | 0              | 0              | 75      | 2       |
| Усього за кар'єру               | Усього за кар'єру  | Усього за кар'єру  | 187   | 19   | 11    | 2     | 0              | 0              | 198     | 21      |

## Досягнення
- Перший дивізіон Росії
  -  Срібний призер (1): 2007

- Кубок ФНЛ
  -  Володар (1): 2014